# Wielokształtny częstoskurcz komorowy zależny od katecholamin
Wielokształtny częstoskurcz komorowy zależny od katecholamin (ang. Catecholaminergic Polymorphic Ventricular Tachycardia, CPVT) – rzadka, genetycznie uwarunkowana choroba z grupy kanałopatii, objawiająca się częstoskurczem komorowym związanym z aktywacją adrenergiczną przy nieobecności wad strukturalnych serca.
CPVT dziedziczy się autosomalnie dominująco. Przyczyną choroby jest najczęściej mutacja w genie kodującym białko receptora rianodynowego RYR2, w 1–2% jest to mutacja genu kalsekwestryny CASQ2. Kalsekwestryna jest białkiem sarkoplazmy wiążącym jony wapnia.